# 이동욱 (목회자)
이동욱(李東旭, 일본식 이름: 李河東旭리와 도쿄쿠, 1897년 1월 4일 ~ 1949년 4월 16일)은 일제강점기, 대한민국의 감리교 목사이자, 본적은 경성부 홍파동이다.

## 생애
1915년경 선린상업학교를 졸업했다. 인천 영화학교와 경성 부인성서학원, 군산 영명학교에서 교사로 근무했으며 1919년 4월 한성임시정부 수립 국민대회 13도 대표자로 선정되었다.
1920년 2월 3·1 운동 1주년 기념 축하 경고문 제작 및 배포에 "독립군환영단" 총무로 참여하던 도중 일제에 발각되어 체포되었고, 1921년 1월 29일부터 1924년 4월 19일까지 독립운동에 가담한 혐의로 수감되었다. 1927년 목사 안수를 받은 뒤부터 1929년까지 경성부 미아리교회에서 목회자로 재직했다. 1928년 경성부 협성신학교를 졸업했으며 경성부 왕십리감리교회와 연화봉교회 등에서 시무했다. 1927년 2월 신간회 창립 규칙심사위원으로 참여했고 1929년 3월과 1931년 4월 조선물산장려회 경성지회 이사로 선임되었다.
1931년부터 1932년까지 동대문교회 목사로 활동했으며 1932년부터 1935년까지 기독교조선감리회 교육국 간사를 역임했다. 1930년대 후반 이후 감리교단이 정춘수와 갈홍기 등이 앞장서 적극적인 친일 행적을 보였을 때, 여기에 주도적으로 가담했다. 전쟁 지원단체인 조선전시종교보국회에 감리교 측 대표로 참여하여 지방순회 연설을 하였고, 1941년 일제가 개신교 교파 통합을 추진했을 때 감리교 측 합동연락위원을 맡았다.
1942년 전필순이 혁신교단을 조직해 통리를 맡았을 때는 사무국장으로 가담 했으며, 혁신교단이 붕괴하고 1943년 감리교단이 일본기독교 조선감리교단이라는 이름으로 일본 교단으로 강제 편입되어 황도기독교를 표방했을 때도 참여했다. 일제 초기 계몽운동과 독립운동의 산실이었던 상동교회가 1944년 폐쇄되고 그 자리에 세워진 황도문화관 부관장을 맡기도 했다.
중일 전쟁 이후 친일 행각이 가장 두드러졌던 감리교는 광복 직후부터 부흥파와 재건파로 나뉘어 친일 청산이라는 과제를 놓고 치열한 대립에 들어갔다. 동대문교회에서 시무하던 이동욱은 1947년 감리교 재건파가 일제 강점기 말기의 교단 내 친일 행적을 정리해 공개했을 때 심명섭, 김영섭, 정춘수, 갈홍기 등과 함께 대표적인 친일 교역자로 지목되었다. 1949년 2월 22일에는 반민족행위특별조사위원회로부터 불구속 기소되어 조사를 받기도 했다.
2008년 발표된 민족문제연구소의 친일인명사전 수록예정자 명단 중 종교 부문에 포함되었으며 2009년 친일반민족행위진상규명위원회가 발표한 친일반민족행위 705인 명단에도 포함되었다.

## 같이 보기
- 조선전시종교보국회
- 혁신교단

## 참고자료
- “이동욱”. 코이딕. 2008년 2월 9일에 확인함.[깨진 링크(과거 내용 찾기)]
- 반민족문제연구소 (1993년 4월 1일). 〈전필순 : 혁신교단 조직한 기독교 황민화의 앞잡이 (김승태)〉. 《친일파 99인 3》. 서울: 돌베개. ISBN 9788971990131.
- 반민족문제연구소 (1994년 3월 1일). 〈갈홍기 : 이승만 정부의 충실한 이념적 대변인 (김흥수)〉. 《청산하지 못한 역사 2》. 서울: 청년사. ISBN 9788972783138.
- 친일반민족행위진상규명위원회 (2009). 〈이동욱〉. 《친일반민족행위진상규명 보고서 Ⅳ-12》. 서울. 461~503쪽.